# Europese kampioenschappen beachvolleybal 2016 (mannen)
Het mannentoernooi van de Europese kampioenschappen beachvolleybal 2016 in Biel/Bienne vond plaats van 1 tot en met 5 juni. De Italianen Paolo Nicolai en Daniele Lupo prolongeerden hun titel door het Russische tweetal Konstantin Semjonov en Vjatsjeslav Krasilnikov in de finale te verslaan. Het brons ging naar het Poolse duo Grzegorz Fijałek en Mariusz Prudel dat in de troostfinale te sterk was voor de Nederlanders Alexander Brouwer en Robert Meeuwsen.

## Groepsfase
|  | Direct naar laatste 16 |
|  | Naar tussenronde       |

### Groep A
| # | Ploeg                  | Punten | Wedstrijden | Wedstrijden | Spelpunten | Spelpunten | Spelpunten | Sets | Sets | Sets  |
| # | Ploeg                  | Punten | W           | V           | W          | V          | Ratio      | W    | V    | Ratio |
| - | ---------------------- | ------ | ----------- | ----------- | ---------- | ---------- | ---------- | ---- | ---- | ----- |
| 1 | Ljamin / Barsoek       | 5      | 2           | 1           | 130        | 118        | 1,102      | 4    | 3    | 1,333 |
| 2 | Nummerdor / Varenhorst | 5      | 2           | 1           | 137        | 136        | 1,007      | 5    | 2    | 2,500 |
| 3 | Erdmann / Matysik      | 4      | 1           | 2           | 133        | 134        | 0,993      | 3    | 4    | 0,750 |
| 4 | Huber / Seidl          | 4      | 1           | 2           | 129        | 141        | 0,915      | 2    | 5    | 0,400 |

| Datum  |                        | Score |                   | Set 1   | Set 2   | Set 3   |
| ------ | ---------------------- | ----- | ----------------- | ------- | ------- | ------- |
| 1 juni | Nummerdor / Varenhorst | 1 – 2 | Ljamin / Barsoek  | 21 – 18 | 14 – 21 | 8 – 15  |
| 1 juni | Erdmann / Matysik      | 1 – 2 | Huber / Seidl     | 15 – 21 | 21 – 18 | 14 – 16 |
| 2 juni | Nummerdor / Varenhorst | 2 – 0 | Huber / Seidl     | 28 – 26 | 21 – 15 |         |
| 2 juni | Erdmann / Matysik      | 2 – 0 | Ljamin / Barsoek  | 21 – 17 | 21 – 17 |         |
| 3 juni | Nummerdor / Varenhorst | 2 – 0 | Erdmann / Matysik | 23 – 21 | 22 – 20 |         |
| 3 juni | Huber / Seidl          | 0 – 2 | Ljamin / Barsoek  | 16 – 21 | 17 – 21 |         |

### Groep B
| # | Ploeg                  | Punten | Wedstrijden | Wedstrijden | Spelpunten | Spelpunten | Spelpunten | Sets | Sets | Sets  |
| # | Ploeg                  | Punten | W           | V           | W          | V          | Ratio      | W    | V    | Ratio |
| - | ---------------------- | ------ | ----------- | ----------- | ---------- | ---------- | ---------- | ---- | ---- | ----- |
| 1 | Brouwer / Meeuwsen     | 6      | 3           | 0           | 139        | 116        | 1,198      | 6    | 1    | 6,000 |
| 2 | Krou / Rowlandson      | 5      | 2           | 1           | 152        | 150        | 1,013      | 5    | 4    | 1,250 |
| 3 | Kotsilianos / Zoupanis | 4      | 1           | 2           | 133        | 153        | 0,869      | 3    | 5    | 0,600 |
| 4 | Pļaviņš / Regža        | 3      | 0           | 3           | 147        | 152        | 0,967      | 2    | 6    | 0,333 |

| Datum  |                    | Score |                        | Set 1   | Set 2   | Set 3   |
| ------ | ------------------ | ----- | ---------------------- | ------- | ------- | ------- |
| 1 juni | Brouwer / Meeuwsen | 2 – 0 | Kotsilianos / Zoupanis | 21 – 19 | 21 – 14 |         |
| 1 juni | Krou / Rowlandson  | 2 – 1 | Pļaviņš / Regža        | 21 – 17 | 16 – 21 | 16 – 14 |
| 2 juni | Brouwer / Meeuwsen | 2 – 0 | Pļaviņš / Regža        | 21 – 18 | 21 – 19 |         |
| 2 juni | Krou / Rowlandson  | 2 – 1 | Kotsilianos / Zoupanis | 21 – 18 | 17 – 21 | 15 – 4  |
| 3 juni | Brouwer / Meeuwsen | 2 – 1 | Krou / Rowlandson      | 19 – 21 | 21 – 14 | 15 – 11 |
| 3 juni | Pļaviņš / Regža    | 1 – 2 | Kotsilianos / Zoupanis | 21 – 16 | 20 – 22 | 17 – 19 |

### Groep C
| # | Ploeg                    | Punten | Wedstrijden | Wedstrijden | Spelpunten | Spelpunten | Spelpunten | Sets | Sets | Sets  |
| # | Ploeg                    | Punten | W           | V           | W          | V          | Ratio      | W    | V    | Ratio |
| - | ------------------------ | ------ | ----------- | ----------- | ---------- | ---------- | ---------- | ---- | ---- | ----- |
| 1 | Doppler / Horst          | 5      | 2           | 1           | 150        | 127        | 1,181      | 5    | 2    | 2,500 |
| 2 | Kądzioła / Szałankiewicz | 5      | 2           | 1           | 150        | 147        | 1,020      | 5    | 3    | 1,667 |
| 3 | Stojanovski / Jarzoetkin | 4      | 1           | 2           | 119        | 130        | 0,915      | 2    | 5    | 0,400 |
| 4 | Koekelkoren / van Walle  | 4      | 1           | 2           | 138        | 153        | 0,902      | 3    | 5    | 0,600 |

| Datum  |                          | Score |                          | Set 1   | Set 2   | Set 3   |
| ------ | ------------------------ | ----- | ------------------------ | ------- | ------- | ------- |
| 1 juni | Doppler / Horst          | 2 – 0 | Koekelkoren / van Walle  | 28 – 26 | 21 – 11 |         |
| 1 juni | Kądzioła / Szałankiewicz | 2 – 0 | Stojanovski / Jarzoetkin | 21 – 16 | 21 – 17 |         |
| 2 juni | Doppler / Horst          | 2 – 0 | Stojanovski / Jarzoetkin | 21 – 18 | 21 – 13 |         |
| 2 juni | Kądzioła / Szałankiewicz | 1 – 2 | Koekelkoren / van Walle  | 17 – 21 | 21 – 19 | 11 – 15 |
| 3 juni | Doppler / Horst          | 1 – 2 | Kądzioła / Szałankiewicz | 18 – 21 | 21 – 16 | 20 – 22 |
| 3 juni | Stojanovski / Jarzoetkin | 2 – 1 | Koekelkoren / van Walle  | 21 – 18 | 19 – 21 | 15 – 7  |

### Groep D
| # | Ploeg               | Punten | Wedstrijden | Wedstrijden | Spelpunten | Spelpunten | Spelpunten | Sets | Sets | Sets  |
| # | Ploeg               | Punten | W           | V           | W          | V          | Ratio      | W    | V    | Ratio |
| - | ------------------- | ------ | ----------- | ----------- | ---------- | ---------- | ---------- | ---- | ---- | ----- |
| 1 | Ingrosso / Ingrosso | 6      | 3           | 0           | 149        | 132        | 1,129      | 6    | 2    | 3,000 |
| 2 | Samoilovs / Šmēdiņš | 5      | 2           | 1           | 164        | 159        | 1,031      | 5    | 4    | 1,250 |
| 3 | Horrem / Eithun     | 4      | 1           | 2           | 145        | 152        | 0,954      | 3    | 5    | 0,600 |
| 4 | Göğtepe / Giginoğlu | 3      | 0           | 3           | 154        | 169        | 0,911      | 3    | 6    | 0,500 |

| Datum  |                     | Score |                     | Set 1   | Set 2   | Set 3   |
| ------ | ------------------- | ----- | ------------------- | ------- | ------- | ------- |
| 1 juni | Samoilovs / Šmēdiņš | 2 – 1 | Horrem / Eithun     | 21 – 16 | 20 – 22 | 15 – 12 |
| 1 juni | Ingrosso / Ingrosso | 2 – 1 | Göğtepe / Giginoğlu | 19 – 21 | 21 – 13 | 15 – 9  |
| 2 juni | Samoilovs / Šmēdiņš | 2 – 1 | Göğtepe / Giginoğlu | 16 – 21 | 24 – 22 | 16 – 14 |
| 2 juni | Ingrosso / Ingrosso | 2 – 0 | Horrem / Eithun     | 21 – 19 | 21 – 18 |         |
| 3 juni | Samoilovs / Šmēdiņš | 1 – 2 | Ingrosso / Ingrosso | 21 – 16 | 18 – 21 | 13 – 15 |
| 3 juni | Göğtepe / Giginoğlu | 1 – 2 | Horrem / Eithun     | 17 – 21 | 21 – 18 | 15 – 13 |

### Groep E
| # | Ploeg             | Punten | Wedstrijden | Wedstrijden | Spelpunten | Spelpunten | Spelpunten | Sets | Sets | Sets  |
| # | Ploeg             | Punten | W           | V           | W          | V          | Ratio      | W    | V    | Ratio |
| - | ----------------- | ------ | ----------- | ----------- | ---------- | ---------- | ---------- | ---- | ---- | ----- |
| 1 | Fijałek / Prudel  | 6      | 3           | 0           | 137        | 115        | 1,191      | 6    | 1    | 6,000 |
| 2 | Herrera / Gavira  | 5      | 2           | 1           | 133        | 132        | 1,008      | 4    | 3    | 1,333 |
| 3 | Kunert / Dressler | 4      | 1           | 2           | 150        | 161        | 0,932      | 4    | 5    | 0,800 |
| 4 | Beeler / Strasser | 3      | 0           | 3           | 125        | 137        | 0,912      | 1    | 6    | 0,167 |

| Datum  |                   | Score |                   | Set 1   | Set 2   | Set 3   |
| ------ | ----------------- | ----- | ----------------- | ------- | ------- | ------- |
| 1 juni | Herrera / Gavira  | 2 – 0 | Beeler / Strasser | 21 – 19 | 21 – 18 |         |
| 1 juni | Fijałek / Prudel  | 2 – 1 | Kunert / Dressler | 17 – 21 | 21 – 15 | 15 – 8  |
| 2 juni | Herrera / Gavira  | 2 – 1 | Kunert / Dressler | 20 – 22 | 21 – 18 | 15 – 13 |
| 2 juni | Fijałek / Prudel  | 2 – 0 | Beeler / Strasser | 21 – 18 | 21 – 18 |         |
| 3 juni | Herrera / Gavira  | 0 – 2 | Fijałek / Prudel  | 17 – 21 | 18 – 21 |         |
| 3 juni | Kunert / Dressler | 2 – 1 | Beeler / Strasser | 17 – 21 | 21 – 18 | 15 – 13 |

### Groep F
| # | Ploeg                | Punten | Wedstrijden | Wedstrijden | Spelpunten | Spelpunten | Spelpunten | Sets | Sets | Sets  |
| # | Ploeg                | Punten | W           | V           | W          | V          | Ratio      | W    | V    | Ratio |
| - | -------------------- | ------ | ----------- | ----------- | ---------- | ---------- | ---------- | ---- | ---- | ----- |
| 1 | Nicolai / Lupo       | 5      | 2           | 1           | 151        | 138        | 1,094      | 5    | 3    | 1,667 |
| 2 | Fuchs / Windscheif   | 5      | 2           | 1           | 135        | 122        | 1,107      | 4    | 3    | 1,333 |
| 3 | Böckermann / Flüggen | 5      | 2           | 1           | 142        | 142        | 1,000      | 5    | 3    | 1,667 |
| 4 | Kissling / Krattiger | 3      | 0           | 3           | 114        | 140        | 0,814      | 1    | 6    | 0,167 |

| Datum  |                      | Score |                      | Set 1   | Set 2   | Set 3   |
| ------ | -------------------- | ----- | -------------------- | ------- | ------- | ------- |
| 1 juni | Nicolai / Lupo       | 2 – 1 | Kissling / Krattiger | 20 – 22 | 21 – 17 | 15 – 12 |
| 1 juni | Böckermann / Flüggen | 1 – 2 | Fuchs / Windscheif   | 22 – 20 | 17 – 21 | 11 – 15 |
| 2 juni | Nicolai / Lupo       | 2 – 0 | Fuchs / Windscheif   | 21 – 17 | 22 – 20 |         |
| 2 juni | Böckermann / Flüggen | 2 – 0 | Kissling / Krattiger | 21 – 17 | 21 – 17 |         |
| 3 juni | Nicolai / Lupo       | 1 – 2 | Böckermann / Flüggen | 21 – 14 | 19 – 21 | 12 – 15 |
| 3 juni | Fuchs / Windscheif   | 2 – 0 | Kissling / Krattiger | 21 – 12 | 21 – 17 |         |

### Groep G
| # | Ploeg                  | Punten | Wedstrijden | Wedstrijden | Spelpunten | Spelpunten | Spelpunten | Sets | Sets | Sets  |
| # | Ploeg                  | Punten | W           | V           | W          | V          | Ratio      | W    | V    | Ratio |
| - | ---------------------- | ------ | ----------- | ----------- | ---------- | ---------- | ---------- | ---- | ---- | ----- |
| 1 | Heidrich / Kissling    | 5      | 2           | 1           | 172        | 171        | 1,006      | 5    | 4    | 1,250 |
| 2 | Caminati / Rossi       | 5      | 2           | 1           | 137        | 142        | 0,965      | 4    | 4    | 1,000 |
| 3 | Semjonov / Krasilnikov | 4      | 1           | 2           | 143        | 139        | 1,029      | 4    | 4    | 1,000 |
| 4 | Walkenhorst / Poniewaz | 4      | 1           | 2           | 165        | 165        | 1,000      | 4    | 5    | 0,800 |

| Datum  |                        | Score |                        | Set 1   | Set 2   | Set 3   |
| ------ | ---------------------- | ----- | ---------------------- | ------- | ------- | ------- |
| 1 juni | Caminati / Rossi       | 2 – 1 | Heidrich / Kissling    | 18 – 21 | 21 – 16 | 15 – 12 |
| 1 juni | Semjonov / Krasilnikov | 1 – 2 | Walkenhorst / Poniewaz | 11 – 21 | 21 – 13 | 15 – 17 |
| 2 juni | Caminati / Rossi       | 2 – 1 | Walkenhorst / Poniewaz | 17 – 21 | 21 – 19 | 15 – 11 |
| 2 juni | Semjonov / Krasilnikov | 1 – 2 | Heidrich / Kissling    | 16 – 21 | 21 – 18 | 17 – 19 |
| 3 juni | Caminati / Rossi       | 0 – 2 | Semjonov / Krasilnikov | 18 – 21 | 12 – 21 |         |
| 3 juni | Walkenhorst / Poniewaz | 1 – 2 | Heidrich / Kissling    | 27 – 29 | 23 – 21 | 13 – 15 |

### Groep H
| # | Ploeg               | Punten | Wedstrijden | Wedstrijden | Spelpunten | Spelpunten | Spelpunten | Sets | Sets | Sets  |
| # | Ploeg               | Punten | W           | V           | W          | V          | Ratio      | W    | V    | Ratio |
| - | ------------------- | ------ | ----------- | ----------- | ---------- | ---------- | ---------- | ---- | ---- | ----- |
| 1 | Łosiak / Kantor     | 6      | 3           | 0           | 141        | 116        | 1,216      | 6    | 1    | 6,000 |
| 2 | Kvamsdal / Sørum    | 5      | 2           | 1           | 137        | 139        | 0,986      | 4    | 4    | 1,000 |
| 3 | Kosiak / Rudol      | 4      | 1           | 2           | 141        | 144        | 0,979      | 3    | 5    | 0,600 |
| 4 | Gabathuler / Gerson | 3      | 0           | 3           | 143        | 163        | 0,877      | 3    | 6    | 0,500 |

| Datum  |                     | Score |                  | Set 1   | Set 2   | Set 3   |
| ------ | ------------------- | ----- | ---------------- | ------- | ------- | ------- |
| 1 juni | Gabathuler / Gerson | 1 – 2 | Kvamsdal / Sørum | 21 – 18 | 14 – 21 | 10 – 15 |
| 1 juni | Łosiak / Kantor     | 2 – 0 | Kosiak / Rudol   | 21 – 19 | 21 – 18 |         |
| 2 juni | Gabathuler / Gerson | 1 – 2 | Kosiak / Rudol   | 13 – 21 | 21 – 16 | 13 – 15 |
| 2 juni | Łosiak / Kantor     | 2 – 0 | Kvamsdal / Sørum | 21 – 16 | 21 – 12 |         |
| 3 juni | Gabathuler / Gerson | 1 – 2 | Łosiak / Kantor  | 21 – 18 | 14 – 21 | 16 – 18 |
| 3 juni | Kosiak / Rudol      | 1 – 2 | Kvamsdal / Sørum | 21 – 19 | 19 – 21 | 12 – 15 |

## Knockoutfase

### Tussenronde
| Datum  | Wedstrijd | Team 1                   | Score | Team 2                   | Set 1   | Set 2   | Set 3   |
| ------ | --------- | ------------------------ | ----- | ------------------------ | ------- | ------- | ------- |
| 3 juni | 1         | Samoilovs / Šmēdiņš      | 2 – 0 | Stojanovski / Jarzoetkin | 21 – 19 | 21 – 16 |         |
| 3 juni | 2         | Krou / Rowlandson        | 0 – 2 | Semjonov / Krasilnikov   | –       | –       |         |
| 3 juni | 3         | Kądzioła / Szałankiewicz | 2 – 1 | Horrem / Eithun          | 21 – 14 | 21 – 23 | 15 – 12 |
| 3 juni | 4         | Fuchs / Windscheif       | 2 – 0 | Kotsilianos / Zoupanis   | 25 – 23 | 21 – 16 |         |
| 3 juni | 5         | Herrera / Gavira         | 2 – 1 | Kosiak / Rudol           | 21 – 19 | 22 – 24 | 15 – 13 |
| 3 juni | 6         | Kvamsdal / Sørum         | 2 – 0 | Erdmann / Matysik        | 21 – 19 | 21 – 18 |         |
| 3 juni | 7         | Nummerdor / Varenhorst   | 2 – 1 | Kunert / Dressler        | 21 – 18 | 18 – 21 | 15 – 9  |
| 3 juni | 8         | Caminati / Rossi         | 0 – 2 | Böckermann / Flüggen     | 15 – 21 | 13 – 21 |         |

### Eindronde
| Achtste finale | Achtste finale           | Achtste finale | Achtste finale | Achtste finale |  |    | Kwartfinale            | Kwartfinale            | Kwartfinale | Kwartfinale | Kwartfinale |  |  | Halve finale | Halve finale           | Halve finale | Halve finale | Halve finale |  |              | Finale           | Finale                 | Finale       | Finale       | Finale |
|                |                          |                |                |                |  |    |                        |                        |             |             |             |  |  |              |                        |              |              |              |  |              |                  |                        |              |              |        |
| 32             | Ljamin / Barsoek         | 19             | 18             |                |  |    |                        |                        |             |             |             |  |  |              |                        |              |              |              |  |              |                  |                        |              |              |        |
| 4              | Samoilovs / Šmēdiņš      | 21             | 21             |                |  |    | 4                      | Samoilovs / Šmēdiņš    | 17          | 21          | 12          |  |  |              |                        |              |              |              |  |              |                  |                        |              |              |        |
| 9              | Łosiak / Kantor          |                |                |                |  | 10 | Semjonov / Krasilnikov | 21                     | 19          | 15          |             |  |  |              |                        |              |              |              |  |              |                  |                        |              |              |        |
| 10             | Semjonov / Krasilnikov   |                |                |                |  |    |                        |                        |             |             |             |  |  | 10           | Semjonov / Krasilnikov | 21           | 21           |              |  |              |                  |                        |              |              |        |
| 12             | Fijałek / Prudel         | 18             | 21             | 15             |  |    |                        |                        |             |             |             |  |  | 12           | Fijałek / Prudel       | 17           | 17           |              |  |              |                  |                        |              |              |        |
| 14             | Kądzioła / Szałankiewicz | 21             | 17             | 7              |  |    | 12                     | Fijałek / Prudel       | 21          | 19          | 20          |  |  |              |                        |              |              |              |  |              |                  |                        |              |              |        |
| 13             | Ingrosso / Ingrosso      | 21             | 21             |                |  | 13 | Ingrosso / Ingrosso    | 19                     | 21          | 18          |             |  |  |              |                        |              |              |              |  |              |                  |                        |              |              |        |
| 22             | Fuchs / Windscheif       | 17             | 14             |                |  |    |                        |                        |             |             |             |  |  |              |                        |              |              |              |  |              | 10               | Semjonov / Krasilnikov | 15           | 21           | 12     |
| 3              | Doppler / Horst          | 18             | 11             |                |  |    |                        |                        |             |             |             |  |  |              |                        |              |              |              |  |              | 6                | Nicolai / Lupo         | 21           | 13           | 15     |
| 5              | Herrera / Gavira         | 21             | 21             |                |  |    | 5                      | Herrera / Gavira       | 21          | 23          | 12          |  |  |              |                        |              |              |              |  |              |                  |                        |              |              |        |
| 6              | Nicolai / Lupo           | 21             | 21             |                |  | 6  | Nicolai / Lupo         | 23                     | 21          | 15          |             |  |  |              |                        |              |              |              |  |              |                  |                        |              |              |        |
| 25             | Kvamsdal / Sørum         | 17             | 19             |                |  |    |                        |                        |             |             |             |  |  | 6            | Nicolai / Lupo         | 12           | 21           | 15           |  |              |                  |                        |              |              |        |
| 26             | Heidrich / Kissling      | 19             | 18             |                |  |    |                        |                        |             |             |             |  |  | 2            | Brouwer / Meeuwsen     | 21           | 16           | 10           |  |              |                  |                        |              |              |        |
| 1              | Nummerdor / Varenhorst   | 21             | 21             |                |  |    | 1                      | Nummerdor / Varenhorst | 21          | 19          | 12          |  |  |              |                        |              |              |              |  | Troostfinale | Troostfinale     | Troostfinale           | Troostfinale | Troostfinale |        |
| 2              | Brouwer / Meeuwsen       | 21             | 21             |                |  | 2  | Brouwer / Meeuwsen     | 18                     | 21          | 15          |             |  |  |              |                        |              |              |              |  | 12           | Fijałek / Prudel | 21                     | 21           |              |        |
| 11             | Böckermann / Flüggen     | 14             | 17             |                |  |    |                        |                        |             |             |             |  |  |              |                        |              |              |              |  |              | 2                | Brouwer / Meeuwsen     | 17           | 19           |        |